# Be quiet!

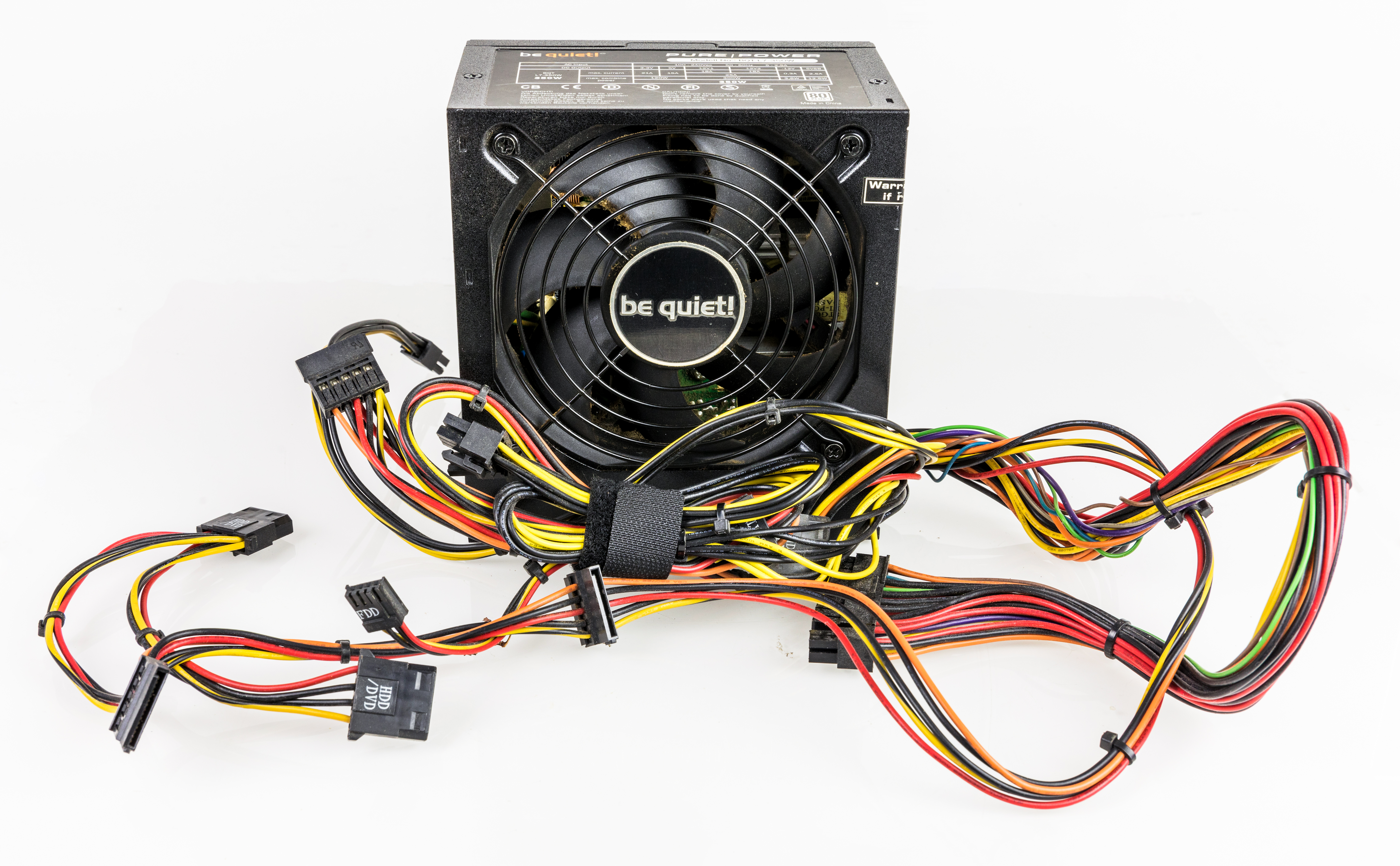
Be quiet! BQT L7-350W

Be quiet! (от англ. «Будь тихим!», произносится как «Би квайт») — бренд, принадлежащий немецкой компании Listan GmbH & Co. KG, которая производит компьютерные блоки питания, кулеры, корпуса и корпусные вентиляторы. Основными целевыми группами для be quiet! являются энтузиасты и геймеры. Штаб-квартира компании находится в Глинде, Германия. Также у фирмы имеются филиалы в Польше, Тайване и Китае.

## История
Торговая марка be quiet! была зарегистрирована в 2001 году. Первоначально под торговой маркой продавались только блоки питания для ПК, оснащенные технологией снижения шума (отсюда название — «Будь тихим!»). С 2008 года be quiet! начала разрабатывать продукты для охлаждения ПК (процессорные кулеры и корпусные вентиляторы), а в 2014 году компьютерные корпуса.
На выборах ведущих немецких интернет-журналов Hardwareluxx Be quiet! был выбран читателями как «Производитель года» в категории PSU (англ. Power Supply Unit — блок питания). Согласно регулярным исследованиям GfK Group, исходя из количества проданных единиц, be quiet! неизменно считается лидером рынка блоков питания для ПК в Германии с 2006 года до последнего исследования в 2017 году.

## Продукция

### Блоки питания
be quiet! специализируется на производстве блоков питания форм-фактора ATX, но в каталоге товаров be quiet! также имеются блоки питания форм-фактора SFF и TFF. Производимые блоки питания охватывают спектр мощности от 300 Вт до 1600 Вт.

### Процессорные кулеры и корпусные вентиляторы
В 2008 году be quiet! расширила палитру продуктов за счет производства кулеров и корпусных вентиляторов.

### Компьютерные корпуса
В августе 2014 года бренд be quiet! представила на рынке свой первый корпус для ПК — mini tower Silent Base 800 и с тех пор представила еще две серии продуктов: Dark Base и Pure Base.

## Технологии

### Технология аэродинамической оптимизации поверхности текстуры
Технология аэродинамической оптимизации поверхности текстуры используется в промышленных приложениях для снижения рабочего шума и улучшения воздушного потока. Эта технология применяется ко всем системам охлаждения be quiet!.

### Антивибрационные опоры
В серии корпусных вентиляторов Silent Wings 2 и Shadow Wings есть еще один пример запатентованной технологии, известной как «антивибрационные опоры» которые не только упрощают установку и гасят общую вибрацию, но также предлагают гибкий выбор монтажа в зависимости от области применения.

#### Узел демпфирования вентилятора
Другая такая технология известна как «узел демпфирования вентилятора». Она снижает вибрацию с помощью резинового уплотнения, упрощает процедуры установки и, таким образом, значительно сокращает необходимое время сборки.

### Устройство для закрепления вентилятора
В 2010 году компания зарегистрировала еще одну технологию, известную как «устройство для закрепления вентилятора». Это облегчает установку, поскольку устройство легко прижимается к радиатору снаружи. Крепление к радиатору хорошо поглощает вибрацию вентилятора и, таким образом, препятствует возникновению шума.